# Apocalisse della Vergine (etiope)
L'Apocalisse della Vergine è un apocrifo del Nuovo Testamento pervenutaci in etiopico classico. È sostanzialmente un riadattamento dell'Apocalisse greca di Paolo (eccettuati i cc. 1-12; 45-51, mancanti nella versione etiope) nel quale il nome dell'apostolo è sostituito da quello della vergine Maria.
Probabilmente deriva da una versione araba, a sua volta derivante da una greca del IX secolo.
Non va confusa con un'altra Apocalisse della Vergine, anch'essa apocrifa.